# Col de Sarenne
Le col de Sarenne est un col des Alpes situé à 1 999 m d'altitude. Il traverse le massif des Grandes Rousses et sépare le Haut-Oisans de l'Alpe d'Huez.

## Cyclisme

### Tour de France
Classé en 2e catégorie, le col est gravi par le Tour de France 2013 pour la première fois de son histoire lors de la 18e étape, après une première ascension de l'Alpe d'Huez. Cette ascension suscite la polémique du fait de la dangerosité de sa descente et de son impact écologique. L'Américain Tejay van Garderen passe en tête au sommet.

### Critérium du Dauphiné
Un mois avant le passage du Tour de France 2013, le critérium du Dauphiné a également emprunté le col de Sarenne par le versant sud-ouest (après l'ascension de l'Alpe d'Huez), dans la 18e étape entre Le Pont-de-Claix et Superdévoluy. Il était classé en 2e catégorie, et le Belge Kevin Seeldraeyers y est passé en tête.
L'édition 2017 est de nouveau au programme du col de Sarenne dans la 7e étape entre Aoste et l'Alpe d'Huez : pour la première fois, les coureurs devraient l'aborder par le versant est, avant de redescendre vers la station et remonter les derniers lacets.